# 말라얄람어
말라얄람어는 남인도 케랄라에 거주하는 드라비다계 민족인 말라얄리인들이 사용하는 언어로, 인도 케랄라 주의 공용어이다. 공식어로 지정된 인도의 주요 언어 중에서 말라얄람어와 계통적으로 가장 가까운 것은 타밀어이다. 이 두 언어 간에는 선사 시대에 일어난 서부 방언(말라얄람어의 원형) 분열의 증거가 되는 많은 차이가 있지만, 본래 9세기 무렵까지만 해도 말라얄람어는 타밀어의 방언이었던 것으로 보이며, 13~14세기 무렵까지도 두 언어는 완전히 서로 다른 언어로 분리되지 않았던 것으로 보아 말라얄람어가 타밀어와는 독립적인 언어로 성립된 것은 비교적 최근의 일로 보인다.

## 문자
말라얄람어의 문자는 유니코드 U+0D00에서 U+0D7F까지에 할당되어 있다.
|     |  | 0 | 1 | 2 | 3 | 4 | 5 | 6 | 7 | 8 | 9 | A | B | C | D | E | F |
| D00 |  | ഀ  | ഁ  | ം  | ഃ  | ഄ | അ | ആ | ഇ | ഈ | ഉ | ഊ | ഋ | ഌ | ഍ | എ | ഏ |
| D10 |  | ഐ | ഑ | ഒ | ഓ | ഔ | ക | ഖ | ഗ | ഘ | ങ | ച | ഛ | ജ | ഝ | ഞ | ട |
| D20 |  | ഠ | ഡ | ഢ | ണ | ത | ഥ | ദ | ധ | ന | ഩ | പ | ഫ | ബ | ഭ | മ | യ |
| D30 |  | ര | റ | ല | ള | ഴ | വ | ശ | ഷ | സ | ഹ | ഺ | ഻  | ഼  | ഽ | ാ  | ി  |
| D40 |  | ീ  | ു  | ൂ  | ൃ  | ൄ  | ൅ | െ  | േ  | ൈ  | ൉ | ൊ  | ോ  | ൌ  | ്  | ൎ | ൏ |
| D50 |  | ൐ | ൑ | ൒ | ൓ | ൔ | ൕ | ൖ | ൗ  | ൘ | ൙ | ൚ | ൛ | ൜ | ൝ | ൞ | ൟ |
| D60 |  | ൠ | ൡ | ൢ  | ൣ  | ൤ | ൥ | 0 | ൧ | ൨ | ൩ | ൪ | ൫ | ൬ | ൭ | ൮ | ൯ |
| D70 |  | ൰ | ൱ | ൲ | ൳ | ൴ | ൵ | ൶ | ൷ | ൸ | ൹ | ൺ | ൻ | ർ | ൽ | ൾ | ൿ |

## 같이 보기
- 유대-말라얄람어